# Lingua berbera
(Agostino d'Ippona, La città di Dio XVI.6)
Il berbero (ⵜⴰⵎⴰⵣⵉⵖⵜ, Tamaziɣt o Tamazight, pronuncia: [tamaˈziɣt]) è la lingua parlata dai Berberi, un'etnia indigena del Nordafrica. Fa parte delle lingue berbere, sottogruppo delle lingue camitiche appartenenti alla famiglia linguistica delle lingue afro-asiatiche. È quindi imparentata, tra le altre, con l'egizio, con l'arabo e l'ebraico. Le forme più antiche del berbero sono rappresentate dall'antico libico.

## Etimologia
In italiano, il termine "berbero" deriva dal francese berbère, che a sua volta riprende la pronuncia magrebina dell'arabo barbar. Il termine arabo probabilmente non fa che continuare il latino barbarus, con cui venivano chiamate, nell'Impero romano, le popolazioni di lingua non latina. Un'etimologia popolare, riportata già da Ibn Khaldūn, afferma che gli Arabi, non capendo chi parlava il berbero, dicevano che "emetteva suoni inintelligibili" ("emettere suoni inintelligibili" in arabo si dice barbar), analogo alla parola in greco antico: βάρβαρος?, bárbaros del greco antico.
Alcuni intellettuali berberisti evitano questo nome (in arabo barbar vuole dire anche "barbaro"), e preferiscono usare il termine berbero amaziɣ (al plurale imaziɣen, "uomini liberi"), e per la lingua berbera il corrispettivo femminile tamaziɣt.

## Estensione del berbero e sue suddivisioni

### Il berbero nel Nordafrica
La lingua berbera è parlata nell'Africa mediterranea, dall'Egitto (oasi di Siwa) all'Atlantico, oltre che nel Sahara e in vaste regioni sub-sahariane, Mali, Niger, Ciad e Burkina Faso (dai Tuareg).
Un piccolo gruppo che parla un dialetto berbero (zenaga) si trova anche in Mauritania. Anche i Guanci (o guanche), i primi abitanti delle isole Canarie, parlavano varietà berbere.
Le popolazioni di lingua berbera sono circa il 40% in Marocco, il 30% in Algeria, il 10% in Libia e l'1% in Tunisia.
Ciononostante, per motivi ideologici, questi paesi per anni hanno adottato una politica di arabizzazione. Solo negli ultimi anni, e a prezzo di dure lotte (in particolare in Algeria, con la primavera berbera del 1980 e con la primavera nera del 2001), i Berberi del Marocco e dell'Algeria hanno cominciato a vedere qualche riconoscimento della loro lingua e un suo timido inserimento nella scuola pubblica. A seguito della primavera araba e delle promesse fatte dalle politiche, la lingua berbera è diventata lingua ufficiale in Marocco dal 2011 e in Algeria dal 2016.
Data la vasta estensione di questa lingua (in sostanza tutto il Nordafrica a ovest dell'Egitto), ne esistono numerose varietà dialettali. Vi è perfino chi ha parlato di 5 000 dialetti berberi; in realtà, la maggior parte dei parlanti si esprime in una delle varietà maggiori, ormai dotate tutte anche di una letteratura scritta:
- tashelhit (lingua degli Chleuh, Sud del Marocco)
- tamazight del Marocco centrale o beraber (Marocco centrale)
- tarifit (lingua del Rif, Nord del Marocco e Melilla)
- taqbaylit o cabilo (Cabilia, nel Nord dell'Algeria)
- tashawit (regione dell'Aurès, a est della Cabilia)
- tumzabt (regione dello Mzab alle porte del deserto)
- tamashek o tamahaq (la lingua dei Tuareg)

A queste varianti si aggiunge una moltitudine di dialetti zanata, parlati un tempo da tribù nomadi e oggi diffusi in tante regioni, anche distanti tra loro.

### Classificazione Ethnologue
Secondo Ethnologue, la classificazione delle lingue berbere è la seguente:
- Lingue afro-asiatiche
  - Lingue berbere
    - Lingue berbere orientali
      - Lingue di Augila-Socna
        - Lingua augila (codice ISO 639-3 auj)
        - Lingua sokna (swn)

      - Lingue di Siwa
        - Lingua siwi (siz)

    - Lingue berbere settentrionali
      - Lingua cabila (kab)
      - Lingua chenoua (cnu)
      - Lingue dell'Atlante
        - Lingua giudeo-berbera (jbe)
        - Lingua tamazight del Marocco centrale (tzm)
        - Lingua chleuh (shi)

      - Lingue zanata
        - Lingua ghomara (gho)
        - Lingua tamazight di Tidikelt (tia)
        - Lingua tashawit (shy)
        - Lingue zanata orientali
          - Lingua ghadamès (gha)
          - Lingua nefusi (jbn)
          - Lingua sendi (sds)

        - Lingue di Mzab-Ouargla
          - Lingua tamazight di Temacine (tjo)
          - Lingua taznatit (grr)
          - Lingua teggargrent (oua)
          - Lingua tumzabt (mzb)

        - Lingue del Rif
          - Lingua senhaja di Srair (sjs)
          - Lingua tarifit (rif)

    - Lingue tamasheq (tmh)
      - Lingue tamasheq settentrionali
        - Lingua tahaggart tamahaq (thv)

      - Lingue tamasheq meridionali
        - Lingua tamasheq (taq)
        - Lingua tawallammat tamajaq (ttq)
        - Lingua tayart tamajeq (thz)

    - Lingua zenaga (zen)

- Un giovane uomo marocchino parla berbero nella sua variante tarifit
- Un giovane uomo parla berbero nella sua variante taqbaylit
- Un giovane uomo parla berbero nella sua variante tachelhit

## Parlato e scritto
Con l'eccezione di alcuni gruppi quali i Tuareg e i Mozabiti, le popolazioni berberofone hanno spesso adottato lingue diverse dal berbero quali idiomi di prestigio: il punico e il latino nell'antichità (Terenzio, Apuleio, Agostino, ecc.), in tempi più recenti l'arabo (Edrisi, Ibn Khaldun, ecc.) e il francese (Mouloud Feraoun, Jean Amrouche, Mouloud Mammeri, ecc.). Per questo la letteratura berbera è in gran parte orale (anche se si conservano manoscritti di letteratura berbera, in caratteri arabi, risalenti anche all'XI secolo). Solo i tuareg, soprattutto grazie alle donne, hanno tramandato la tradizione dell'antica scrittura berbera tifinagh, con un alfabeto formato da una cinquantina di segni geometrici.
Ultimamente, sia pur con molta riluttanza, anche i governi algerino e marocchino cominciano a prendere atto dell'esistenza del berbero e della necessità di insegnarlo nelle scuole. Da qui il problema della scelta del metodo di trascrizione da utilizzare. Per l'Algeria, dove il berbero nelle scuole è una realtà dal 1995, sembra affermata una trascrizione a base latina, elaborata nel tempo da diversi autori (in particolare Mouloud Mammeri) e messa a punto in diversi congressi scientifici internazionali. In Marocco invece, nonostante l'opposizione di molte associazioni culturali berbere, favorevoli a un'adozione dello stesso sistema a base latina in uso in Algeria, l'Istituto Reale di Cultura Amazigh ha optato per i caratteri neo-tifinagh. In entrambi i paesi, comunque, è molto forte la richiesta, da parte soprattutto di associazioni religiose islamiche e/o per la difesa della lingua araba, di utilizzare invece una grafia a base araba. Una grafia che ha una lunga tradizione in Nordafrica (si pensi ai poemi di Muhammad Awzal), ma che i Berberi tendono a rifiutare per sottolineare il proprio distacco dalla cultura araba, sentita oggi come ostile e pericolosa per il mantenimento della lingua berbera.

## Fonetica e fonologia
Data la grande estensione dei territori in cui è parlata questa lingua, non è possibile sintetizzare in breve tutte le caratteristiche fonetiche di tutti i parlari. Si farà qui cenno ad alcune caratteristiche più generali, mentre si rimanda alla descrizione delle singole lingue per maggiori dettagli.

### Vocali
Gran parte dei dialetti berberi conoscono un sistema vocalico estremamente ridotto, con la presenza di tre sole vocali fonologiche, /i/, /a/, /u/. I dialetti dei tuareg, invece, conoscono un sistema vocalico molto più ricco e articolato, che comprende anche /e/ e /o/, e inoltre due vocali "brevi"
/ə/ e /ă/. È possibile che questa situazione derivi da una situazione originaria in cui tre vocali brevi /*i/, /*a/, /*u/ si affiancavano a tre vocali lunghe /*i:/, /*a:/, /*u:/, come traspare dalle grafie più antiche di testi berberi in caratteri arabi, oltre che da svariati altri particolari evidenziati dalla linguistica storica (mantenimento di alcune "vocali brevi" in zenaga, origine dei suoni "labiovelari" in prossimità di antica u breve, ecc.).
Comunque sia, oggi il tratto di "lunghezza vocalica" è distintivo solo in tuareg, dove addirittura qualcuno crede di vedere una serie di vocali "iperlunghe" ("surlongues") in certi contesti come il cosiddetto "perfetto risultativo" o in certi "imperfetti" ("aoristi intensivi").

### Consonanti
Il consonantismo berbero presenta diverse caratteristiche interessanti:
- assenza, nel patrimonio fonologico comune, di numerosi suoni posteriori (faringali e laringali) che sono invece tipici dell'arabo e si ritrovano nei sistemi fonologici dei parlari del Nord in seguito a massicci prestiti da questa lingua;
- ripartizione delle consonanti nelle tre serie sorda-sonora-enfatica (un tratto caratteristico di molte lingue afroasiatiche)
- nel complesso, i dialetti berberi si possono classificare, sulla base delle realizzazioni delle occlusive, in "parlari occlusivi" vs "parlari a tendenza spirante". Questi ultimi parlari presentano fricative là dove altri hanno delle occlusive. Per esempio [θ] per [t], [ð] per [d], [v] per [b], ecc.
- tendenza a realizzare le consonanti "lunghe" (o "geminate") con una maggiore tensione delle consonanti scempie, il che spesso le porta a essere occlusive (o affricate) e sorde rispetto a consonanti semplici fricative e sonore. Per esempio, [ɣ] geminato non dà [ɣɣ] ma [qq], [ḍ] geminato non dà [ḍḍ] ma [ṭṭ]. Da notare anche, in molti dialetti, la sostituzione delle semivocali "lunghe" [ww] con [bbw] / [ggw] e [yy] con [gg] / [ggy]
- presenza, in molti dialetti, di suoni "labiovelari": [kw], [gw].

## Grammatica
Da un punto di vista tipologico, il berbero è una lingua flessiva (per la precisione "introflessiva"), con ordine base VSO, alternante spesso con SVO.
La morfologia introflessiva, tipica di gran parte delle lingue afroasiatiche, prevede mutamenti vocalici all'interno della parola con valore morfologico. Per esempio: 
- adrar "monte", pl. idurar
- gulleɤ "ho giurato" ma (ad) galleɤ "giurerò".

Oltre all'alternanza vocalica, la morfologia fa uso anche sia di prefissi sia di suffissi. Inoltre, un tratto piuttosto caratteristico della sua morfologia è quello della presenza di numerosi "morfemi discontinui" (circonfissi), vale a dire affissi che "circondano" la base che essi modificano, con la presenza contemporanea di un prefisso e di un suffisso. Per esempio:
- te-ggull-eḍ "tu hai giurato"
- amellal "bianco" (m.), ma ta-mellal-t "bianca" (f.)
- yexdem "ha lavorato", ma: wer yexdim ara "non ha lavorato".

### Nome
I nomi in berbero esprimono di norma:
- il numero (singolare e plurale)
- il genere (maschile e femminile)
- lo "stato" ("stato libero" e "stato d'annessione")

Quest'ultima categoria è tipica delle parole di origine berbera, mentre non è dato trovarla nei nomi provenienti da altre lingue, in particolar modo nei numerosi prestiti dall'arabo. Essa ha infatti origine da modificazioni fonetiche successive all'incorporazione nei nomi di un antico "articolo", assente invece nella maggior parte dei prestiti.
Alcuni esempi:
singolare
amɣar "vecchio" (maschile singolare, st. libero) / wemɣar (masch. sg., st. annessione)
tamɣart "vecchia" (femminile singolare, st. libero) / temɣart (fem. sg., st. annessione)
lebḥer "mare" (masch. sing., indifferente allo stato: prestito dall'arabo)
plurale
imɣaren "vecchi" (maschile plurale, st. libero) / yemɣaren (m. pl., st. annessione)
timɣarin "vecchie" (femminile plurale, st. libero) / temɣarin (f. pl., st. annessione)
lebḥur "mari" (masch. pl., indifferente allo stato: prestito dall'arabo)

### Verbo
Il verbo berbero presenta tre "tempi" principali:
- il perfetto (o "compiuto")
- l'aoristo (spesso accompagnato da "particelle")
- l'imperfetto (o "aoristo intensivo", o "forma di abitudine")

Inoltre, esistono forme di perfetto negativo e di imperfetto negativo che vengono usate (quasi) soltanto in contesti negativi.
Ogni "tempo" è caratterizzato da un proprio tema, che di solito è formato semplicemente mediante apofonia (mutamento vocalico) per quanto riguarda perfetto e aoristo, mentre l'imperfetto si forma a partire dall'aoristo con vari mezzi morfologici come raddoppiamenti consonantici o l'uso di prefissi. Le varie persone si formano con prefissi, suffissi e circonfissi che sono uguali in ogni "tempo".
Un esempio col verbo af "trovare"
| Persona      | Aoristo                   | Perfetto                        | Imperfetto                          |
| ------------ | ------------------------- | ------------------------------- | ----------------------------------- |
| 1 sg.        | (ad) af-eɤ                | ufi-ɤ                           | ttaf-eɤ                             |
| 2 sg.        | (ad) t-af-eḍ              | t-ufi-ḍ                         | te-ttaf-eḍ                          |
| 3 sg. masch. | (ad) y-af                 | y-ufa                           | ye-ttaf                             |
| 3 sg. femm.  | (ad) t-af                 | t-ufa                           | te-ttaf                             |
| 1 pl.        | (ad) n-af                 | n-ufa                           | ne-ttaf                             |
| 2 pl. masch. | (ad) t-af-em              | t-ufa-m                         | te-ttaf-em                          |
| 2 pl. femm.  | (ad) t-af-met             | t-ufa-mt                        | te-ttaf-met                         |
| 3 pl. masch. | (ad) af-en                | ufa-n                           | ttaf-en                             |
| 3 pl. femm.  | (ad) af-ent               | ufa-nt                          | ttaf-ent                            |
|              | "troverò" "troverai" ecc. | "ho trovato" "hai trovato" ecc. | "sto trovando" "stai trovando" ecc. |
L'imperativo si forma col semplice tema dell'aoristo, senza desinenze per il singolare, con i suffissi -t (masch.) e -emt (femm.) per il plurale. La forma dell'imperativo, essendo quella che fornisce la forma più breve del verbo, viene utilizzata come "forma di citazione" dei verbi nei dizionari, invece dell'infinito o di altre persone e tempi.
La varietà di mutamenti vocalici nei diversi tempi è grande e dà luogo a numerose coniugazioni (nella sua grammatica di tuareg, Ch. de Foucauld ne ha contate più di cento).

## Studi berberi
Tra gli studiosi della lingua berbera si ricordano:
- Jean-Michel Venture de Paradis (1739-1799), fu uno dei primi a raccogliere testi berberi e a studiarli, anche se gran parte dei suoi lavori in proposito sono rimasti a lungo manoscritti.
- René Basset (1855-1924), il primo a indagare estesamente un gran numero di dialetti,
- Henri Basset (1892-1926), autore del primo studio complessivo sulla letteratura berbera,
- André Basset (1895-1956), autore della prima grammatica berbera completa, ideatore di un grande atlante linguistico-dialettologico berbero, e curatore del dizionario tuareg-francese manoscritto dal padre Charles de Foucauld.

In Italia gli studi berberi hanno visto un loro pioniere in Francesco Beguinot (1879-1953), che istituì la cattedra di berbero all'Istituto Orientale di Napoli (la sola in Italia, ancora oggi esistente). In precedenza si ricordano gli studi pionieristici di Carlo Ottavio Castiglione (Mémoire géographique et numismatique sur la partie orientale de la Barbarie appelée Afrikia par les Arabes, suivi de recherches sur les Berbères atlantiques, Milano, 1826), Pietro Bronzi (Frammento di fonologia berbera, Bologna 1919) e Alfredo Trombetti (in particolare nei suoi studi su Le origini della lingua basca, 1923).